# Branko Babič
Branko Babič (partizansko ime Vlado), slovenski politični delavec, tigrovec, komunist, protistalinist, partizan, pisatelj in novinar, * 18. oktober 1912, Dolina pri Trstu, † 5. januar 1995, Ljubljana.
Rodil se je v družini gostilničarja Ivana Babiča in matere Marije (roj. Bolle). Obiskoval je trgovsko šolo v Kopru, se povezal z organizacijo TIGR in zaradi fašističnega pritiska leta 1930 emigriral v Ljubljano, kjer je dokončal dveletno trgovsko šolo. Leta 1935 je bil sprejet v KPS ter postal 1937 v Mariboru sekretar Mestnega komiteja KPS. Od leta 1940 je bil sekretar Mestnega komiteja KP Hrvaške v Banjaluki, po odhodu v partizane pa 1941 organizacijski sekretar oblastnega komiteja KP Hrvaške in politični komisar Oblastnega štaba Bosanske krajine, nato sekretar Okrožnega komiteja KP Hrvaške za Kozaro. Novembra 1942 se je vrnil v Slovenijo, kjer je bil med drugim namestnik političnega komisarja 3. operativne cone in od 22. marca 1944 do 22. marca 1945 namestnik političnega komisarja 9. korpusa. 
Po vojni se je vrnil v Trst, je deloval kot partijski funkcionar (sekretar KP Julijske krajine oz. od 1947 STO, ki je 1946 na tem položaju nasledil Borisa Kraigherja) in bil glavni borec za priključitev Svobodnega tržaškega ozemlja  k Jugoslaviji. Postal je eden najbolj priljubljenih tržaških politikov, v času kominforma pa legendarni nosilec boja proti italijanskim in tržaškim stalinistom, saj je v STO predstavljal in izvajal politiko KPJ (in/oz. KPS). Njegovi pripadniki so po njem dobili vzdevek Babičanci, ker so zagovarjali Titovo pot (pa tudi Titoisti), ob angloameriški podpori in pod vplivom KPI pa so v Trstu prevladali tako imenovani Vidalijevci, ki so se imenovali po Vittoriu Vidaliju, zagovorniku Stalinove politike v povezavi s KPI. Pred njihovimi napadi se je po podpisu Londonskega memoranduma moral z družino umakniti v Ljubljano. Tu je bil izvoljen za poslanca v slovenski republiški skupščini, od leta 1960 do 1969 pa je bil predsednik Zveze Svobod in prosvetnih društev Slovenije. Nazadnje je bil član Sveta federacije.
Deloval je tudi v novinarstvu in publicistiki. Napisal je spomine Ljudje in boji na Kozari (1980), Primorska ni klonila (1982) ter več razprav polemik in recenzij v periodičnem tisku.
Prejel je več odlikovanj; med drugim je nosilec Partizanske spomenice 1941.

## Odlikovanja
- red zaslug za ljudstvo z zlatim vencem
- red bratstva in enotnosti z zlatim vencem